# Vérossaz
Vérossaz (toponimo francese) è un comune svizzero di 735 abitanti del Canton Vallese, nel distretto di Saint-Maurice.

## Storia
Il comune di Vérossaz è stato istituito nel 1822 per scorporo da quello di Saint-Maurice.

## Monumenti e luoghi d'interesse
- Chiesa parrocchiale cattolica di Santa Margherita, eretta nel 1838[1].

## Società

### Evoluzione demografica
L'evoluzione demografica è riportata nella seguente tabella:
Abitanti censiti

## Amministrazione
Ogni famiglia originaria del luogo fa parte del cosiddetto comune patriziale e ha la responsabilità della manutenzione di ogni bene ricadente all'interno dei confini del comune.